# Képzelet

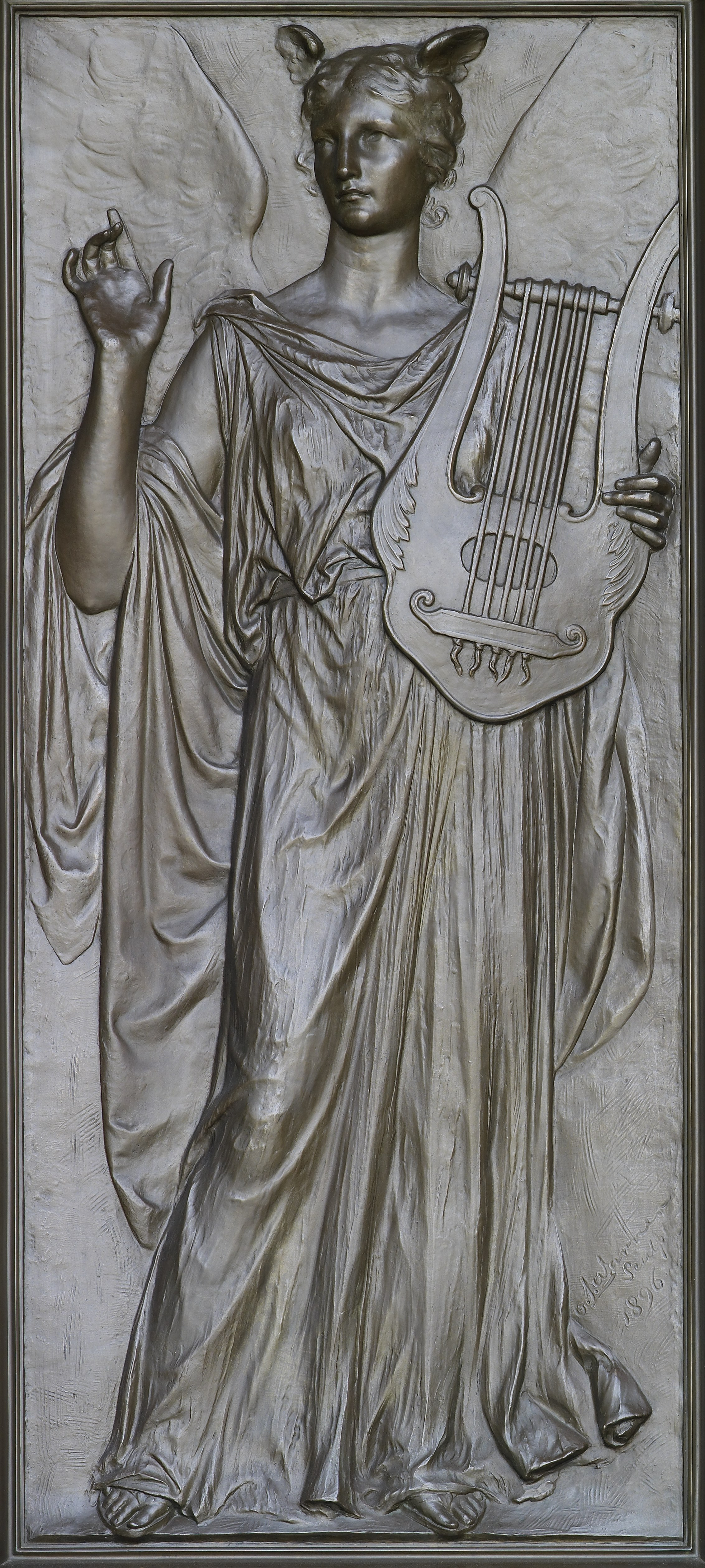
Olin Levi Warner, Imagination (1896). Kongresszusi Könyvtár Thomas Jefferson épület, Washington, DC

A képzelet új tárgyak, érzetek és gondolatok előállítása vagy szimulációja az elmében, az érzékek közvetlen közreműködése nélkül. Stefan Szczelkun úgy jellemzi, hogy az ember elméjében élmények képződnek, amelyek lehetnek múltbeli tapasztalatok újrateremtései, például élénk emlékek elképzelt változásokkal, vagy teljesen kitalált, esetleg fantasztikus jelenetek. A képzelet segít abban, hogy a tudás alkalmazható legyen a problémák megoldása során, és alapvető fontosságú a tapasztalatok integrálásában és a tanulási folyamatban. Az elmélet építésének megközelítését "fegyelmezett képzeletnek" nevezik. A képzelet alapképzése a történetmesélés (narratíva) hallgatása, amelyben a választott szavak pontossága az alapvető tényező a "világok felidézéséhez".
A képzelet egyik nézete a megismeréshez kapcsolja, és a képzeletet a mentális működésben használt kognitív folyamatnak tekinti. Néha pszichológiai képalkotással együtt használják. A képzeletbeli gondolkodás - spekulatívan - társulhat a racionális gondolkodással, abból kiindulva, hogy mindkét tevékenység magában foglalhat olyan kognitív folyamatokat, amelyek "alátámasztják a lehetőségekről való gondolkodást".
A pszichológiában a "mentális képalkotás" kifejezést használhatjuk arra a folyamatra, amelynek során a tudatban felelevenednek a korábban az érzékszervi észlelés során felidézett tárgyak emlékei. Mivel a kifejezésnek ez a használata ellentétes a hétköznapi nyelvhasználattal, egyes pszichológusok inkább "képzésként" vagy " képalkotásként" írják le ezt a folyamatot, vagy "reproduktív" képzeletként beszélnek róla, szemben a "produktív" vagy "konstruktív" képzelettel. A konstruktív képzeletet tovább osztják az oldalsó prefrontális kéreg (LPFC) által vezérelt akaratlagos képzeletre és az akaratlan képzeletre (LPFC-független), mint például a REM-álom, az álmodozás, a hallucinációk és a spontán belátás. A képzelet önkéntes típusai közé tartozik a módosítók integrálása és a mentális forgatás. Az elképzelt képeket, mind az újszerű, mind a felidézett képeket a "lelki szemeinkkel" látjuk.
A képzelet azonban nem tekinthető kizárólag kognitív tevékenységnek, mivel a testhez és a helyhez is kapcsolódik, különösen, hogy az anyagokkal és az emberekkel való kapcsolatteremtést is magában foglalja, ami kizárja azt az érzést, hogy a képzelet a fejben van elzárva.
A képzelőerő történetekben, például mesékben vagy fantáziákban is kifejeződhet. A gyermekek gyakran használnak ilyen elbeszéléseket és színlelt játékot, hogy képzeletüket gyakorolják. Amikor a gyerekek fantáziát fejlesztenek, két szinten játszanak: először szerepjátékot használnak arra, hogy eljátsszák azt, amit a képzeletükkel kidolgoztak, a második szinten pedig ismét eljátsszák a kitalált helyzetet, úgy viselkedve, mintha az, amit kidolgoztak, tényleges valóság lenne.

## Történelme
Az imaginatio a görög phantasia kifejezés szokásos latin fordítása. Arisztotelész A lélekről című művében a fantáziát (képzelet) a mentális képek alkotásának képességének tekintette, és megkülönböztette az érzékeléstől és a gondolkodástól. Úgy vélte azonban, hogy a gondolkodást mindig képek kísérik.
A "lelki szemek" fogalma legalábbis Cicerónak a mentis oculira való hivatkozásáig nyúlik vissza, amikor a szónok megfelelő hasonlathasználatáról értekezik.
Ebben a vitában Cicero megjegyezte, hogy a "vagyonának Syrtisére" és a "birtokainak Charybdisére" való utalások "túlságosan messzire mutató" hasonlatokat tartalmaznak; és azt tanácsolta a szónoknak, hogy ehelyett inkább csak "a szikláról" és "a szakadékról" beszéljen (illetve) - azon az alapon, hogy "az elme szeme könnyebben irányul azokra a tárgyakra, amelyeket láttunk, mint azokra, amelyeket csak hallottunk".
A középkori kari pszichológiában a képzelet az emlékezet és a sensus communis mellett a belső ész egyik eszköze volt. Lehetővé tette a képek újrakombinálását, például az arany és a hegy érzékelésének kombinálásával az aranyhegy képzetét kapta.
A "lelki szemek" fogalma angolul Chaucer (1387 körül) Canterbury meséinek Man of Law's Tale című művében jelent meg, ahol elmondja, hogy a három várban lakó férfi közül az egyik vak volt, és csak "lelki szemével" látott, vagyis azokkal a szemekkel, "amelyekkel minden ember lát, miután megvakult".
Galilei a képzelet segítségével gondolatkísérleteket végzett, például arra kérte az olvasókat, hogy képzeljék el, milyen irányba repülne egy parittyából kiengedett kő.

## Leírás
A kifejezés általános használata arra a folyamatra vonatkozik, amikor a korábban látottak, hallottak vagy érzettek segítségével, vagy legalábbis csak részben vagy különböző kombinációkban, új, korábban nem tapasztalt képzetek alakulnak ki az elmében. Ez azzal is összefügghet, hogy valaminek vagy valakinek a lehetséges vagy lehetetlen kimenetelét gondoljuk ki az élet bőséges helyzeteiben és tapasztalataiban. Néhány tipikus példa következik:
- Tündérmese
- Kitaláció
- A valósághűségnek a fantasyban és a tudományos-fantasztikus irodalomban gyakran alkalmazott formája arra hívja az olvasókat, hogy az ilyen történetek igaznak tűnjenek azáltal, hogy az elme olyan tárgyaira hivatkoznak, mint a fiktív könyvek vagy évek, amelyek nem léteznek a képzeletbeli világon kívül.

A képzelet, mivel nem korlátozódik a gyakorlati szükségszerűség követelményei által a pontos ismeretek megszerzésére, nagyrészt mentes az objektív korlátoktól. A társadalmi kapcsolatok és a megértés szempontjából nagyon fontos az a képesség, hogy valaki beleképzelje magát egy másik ember helyébe. Albert Einstein mondta: "A képzelet ... fontosabb, mint a tudás. A tudás korlátozott. A képzelet körülöleli a világot."
A tudományos hipotézisek terén ugyanezek a korlátok terhelik a képzeletet. A tudományos kutatásban elért előrehaladás nagyrészt a képzelet által kidolgozott ideiglenes magyarázatoknak köszönhető, de az ilyen hipotéziseket a korábban megállapított tényekhez viszonyítva és az adott tudomány alapelveivel összhangban kell megfogalmazni.
A képzelet az elme kísérleti része, amelyet arra használnak, hogy elméleteket és ötleteket dolgozzanak ki a funkciók alapján. A képzelet a valós észlelésekből származó tárgyakból kiindulva összetett Ha-funkciókat használ, amelyek mind a szemantikus, mind az epizodikus memóriát bevonják az új vagy felülvizsgált ötletek kidolgozásához. Az elmének ez a része létfontosságú a régi és új feladatok jobb és könnyebb megoldási módjainak kifejlesztéséhez. A szociológiában a képzeletet arra használják, hogy elváljanak a valóságtól, és a társadalmi interakciókat egy, a társadalmon kívüli perspektívából származó módon értsék meg. Ez olyan kérdések révén vezet elméletek kidolgozásához, amelyeket általában nem tennének fel. Ezeket a kísérleti ötleteket biztonságosan le lehet folytatni egy virtuális világon belül, majd ha az ötlet valószínűsíthető és a funkció igaz, akkor az ötletet a valóságban is meg lehet valósítani. A képzelet az elme új fejlődésének kulcsa, és megosztható másokkal, közösen fejlődve.
Ami az önkéntes erőfeszítéseket illeti, a képzelet a következő kategóriákba sorolható:
- önkéntelen (az álom az alvásból, a nappali álom)
- önkéntes (a reproduktív képzelet, az alkotó képzelet, a perspektivikus álom)

## Pszichológia
A pszichológusok tanulmányozták a képzeletbeli gondolkodást, nemcsak a kreativitás és a művészi kifejezés egzotikus formájában, hanem a hétköznapi képzelet földi formájában is. Ruth M.J. Byrne azt javasolta, hogy a valóság alternatíváiról szóló mindennapi képzeletbeli gondolatok ugyanazokon a kognitív folyamatokon alapulhatnak, amelyeken a racionális gondolatok is. A gyermekek már egészen kicsi koruktól kezdve részt vehetnek a valóság képzeletbeli alternatíváinak megalkotásában. A kultúrpszichológia jelenleg a képzeletről mint olyan magasabb rendű mentális funkcióról alkotott képet, amely számos mindennapi tevékenységben vesz részt mind egyéni, mind kollektív szinten, és amely lehetővé teszi az emberek számára, hogy a nyelvi és ikonikus formák komplex jelentéseit az átélés folyamatában manipulálják.
A képzelet fenomenológiáját tárgyalja A képzeletbeli: A képzelet fenomenológiai pszichológiája (franciául: L'Imaginaire: Psychologie phénoménologique de l'imagination), amely A képzelet pszichológiája címen is megjelent, Jean-Paul Sartre 1940-ben megjelent könyve, amelyben megalapozza a képzelet fogalmát, és megvitatja, hogy mit mutat a képzelet létezése az emberi tudat természetéről.
A képzelet is aktívan részt vesz a fényképes képek érzékelésében, hogy azok valóságosnak tűnjenek.

## Memória
Az emlékezet és a mentális képalkotás, amelyeket gyakran a képzelet folyamatának részének tekintenek, bizonyítottan hatással vannak egymásra. "A funkcionális mágneses rezonancia képalkotó technológiával készült képek azt mutatják, hogy az emlékezés és az elképzelés vért küld, hogy az agy különböző részeit azonosítsa." Különböző pszichológiai tényezők befolyásolhatják az agy mentális feldolgozását, és növelhetik annak esélyét, hogy az információkat hosszú távú emlékként vagy rövid távú emlékként őrizze meg. John Sweller jelezte, hogy a hosszú távú emlékként tárolt élményeket könnyebb felidézni, mivel mélyebben rögzülnek az elmében. Mindegyik forma megköveteli, hogy az információt sajátos módon tanuljuk meg, hogy az agy különböző régióit használjuk a feldolgozás során. Ez az információ potenciálisan segíthet olyan programok kidolgozásában a fiatal tanulók számára, amelyek már fiatal koruktól kezdve ápolják vagy továbbfejlesztik kreatív képességeiket. A neokortex és a talamusz felelős az agy képzeletének irányításáért, az agy számos más funkciójával együtt, mint például a tudatosság és az absztrakt gondolkodás. Mivel a képzelet sok különböző agyi funkciót érint, mint például az érzelmek, az emlékezet, a gondolatok stb., az agy azon részei, ahol több funkció is előfordul - mint például a talamusz és a neokortex -, azok a fő régiók, ahol a képzeletbeli feldolgozást dokumentálták. Annak megértése, hogy az emlékezet és a képzelet hogyan kapcsolódik össze az agyban, megnyitja az utat annak jobb megértéséhez, hogy az ember képes-e összekapcsolni a jelentős múltbeli élményeket a képzeletével.

## Észlelés
Piaget azt állította, hogy az észlelés az egyén világképétől függ. A világkép az észleléseknek a képzelet által létező képekké való rendezésének eredménye. Piaget azt a példát hozza fel, amikor egy gyermek azt mondja, hogy a hold követi őt, amikor éjszaka a faluban sétál. Az észlelések így épülnek be a világképbe, hogy értelmet nyerjenek. Az észlelések értelmezéséhez képzelőerőre van szükség.

## Az agy aktiválódása
Egy fMRI-t alkalmazó vizsgálat, miközben az alanyokat arra kérték, hogy képzeljék el a pontos vizuális ábrákat, mentálisan szedjék szét őket, vagy mentálisan keverjék össze őket, aktivitást mutatott ki az alanyok agyának okcipitális, frontoparietális, hátsó parietális, prekuneus és dorsolaterális prefrontális régióiban.

## Evolúció

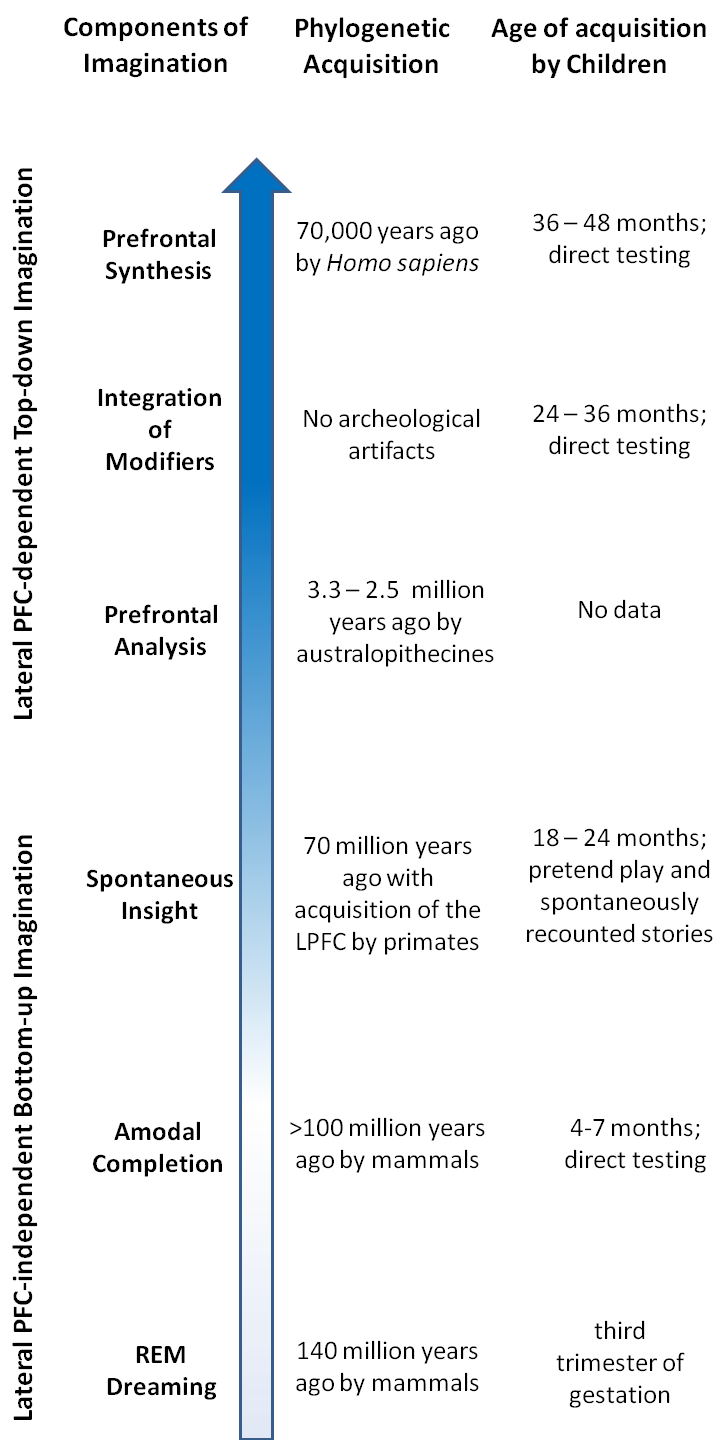
A képzelet különféle összetevőinek filogenezise és ontogenezise

A képzelőerő filogenetikai elsajátítása fokozatos folyamat volt. A képzelet legegyszerűbb formája, a REM-fázis közbeni álom, az emlősöknél a REM-fázis 140 millió évvel ezelőtti elsajátításával alakult ki. A főemlősöknél a 70 millió évvel ezelőtti laterális prefrontális kéreg kialakulásával javult a spontán belátás. Miután az emberszabásúak 6 millió évvel ezelőtt elváltak a csimpánzok vonalától, továbbfejlesztették képzelőerejüket. A prefrontális elemzést 3,3 millió évvel ezelőtt szerezték meg, amikor az emberszabásúak elkezdték gyártani az első módos kőszerszámokat. A kőeszközök kultúrájának fejlődése a 2 millió évvel ezelőtti kettes módú kőeszközökig a prefrontális elemzés jelentős fejlődését jelzi. A képzelet legfejlettebb mechanizmusát, a prefrontális szintézist valószínűleg 70 000 évvel ezelőtt sajátította el az ember, és ez eredményezte a viselkedési modernitást. Ezt az ugrást a modern képzelet felé a paleoantropológusok "kognitív revolúciónak", "felső paleolitikus revolúciónak", és "nagy ugrásnak" nevezték el.

## Erkölcsi képzelet
Az erkölcsi képzelet általában azt a mentális képességet írja le, amely az etikai kérdésekre és dilemmákra a mentális és intellektuális képzelet és vizualizáció folyamatán keresztül képes válaszokat találni.
Az "erkölcsi képzelet" különböző meghatározásaival találkozhatunk a szakirodalomban.
Az egyik legjelentősebb definíciót Mark Johnson filozófus adta: "Képesség arra, hogy képzeletben felismerjük a különböző cselekvési lehetőségeket egy adott helyzetben, és elképzeljük a potenciális segítséget és kárt, amely egy adott cselekvésből valószínűleg következik".
A Journal of Management History című folyóiratban nemrégiben megjelent cikkben a szerzők amellett érvelnek, hogy Hitler merénylője, Claus von Stauffenberg (többek között) az "erkölcsi képzelet" folyamatának eredményeként döntött úgy, hogy meg meri dönteni a náci rendszert. Hitler megölésére való hajlandósága kevésbé az akkor élt bajtársai, családja vagy barátai (az akkor élt tényleges emberek) iránti együttérzéséből fakadt, hanem inkább abból a tényből eredt, hogy már a későbbi generációk és az általa nem ismert emberek lehetséges problémáira gondolt. Más szóval, az "erkölcsi képzelet" folyamatán keresztül empátiát fejlesztett ki az "elvont" emberek (például a későbbi generációk németjei, még nem élő emberek) iránt.

## Fordítás
Ez a szócikk részben vagy egészben  az   Imagination című angol Wikipédia-szócikk ezen változatának fordításán alapul.  Az eredeti cikk szerkesztőit annak laptörténete sorolja fel. Ez a jelzés csupán a megfogalmazás eredetét és a szerzői jogokat jelzi, nem szolgál a cikkben szereplő információk forrásmegjelöléseként.

## További irodalom
Könyvek
- Byrne, RMJ (2005). A racionális képzelet: Hogyan hoznak létre az emberek a valóság alternatíváit. Cambridge, MA: MIT Press
- Egan, Kieran (1992). Képzelet a tanításban és a tanulásban . Chicago: University of Chicago Press.
- Fabiani, Paolo "A képzelet filozófiája Vicóban és Malebranche-ban". FUP (Florence UP), olasz kiadás 2002, angol kiadás 2009.
- Frye, N. (1963). A művelt képzelet . Toronto: Canadian Broadcasting Corporation.
- Norman, Ron (2000) A képzelet fejlesztése a felnőttképzésben, a 41. éves felnőttképzési kutatásban.
- Salazar, Noel B. (2010) Envisioning Eden: Mozgósító képzelet a turizmusban és azon túl. Oxford: Berghahn.
- Sutton-Smith, Brian. (1988). A képzelet nyomában . K. Egan és D. Nadaner (szerk. ), Képzelet és oktatás. New York, Teachers College Press.

Cikkek
- Salazar, Noel B. (2020). Képzeletről és képzeletekről, mobilitásról és mozdulatlanságról: Látni az erdőt a fákért. Kultúra és Pszichológia 1–10.
- Watkins, Mary: "Ébrengő álmok" [Harper Colophon Books, 1976] és "Láthatatlan vendégek - A képzeletbeli párbeszédek fejlődése" [The Analytic Press, 1986]
- Moss, Robert: "A három "csak" dolog: az álmok, a véletlenek és a képzelet erejének kihasználása" [New World Library, 2007. szeptember 10.]

Három filozófus, akik számára a képzelet központi fogalom: Kendall Walton, John Sallis és Richard Kearney. Lásd különösen:
- Kendall Walton, Mimesis as Make-Believe: A reprezentációs művészetek alapjairól. Harvard University Press, 1990.ISBN 0-674-57603-9ISBN 0-674-57603-9 (pbk. ).
- John Sallis, A képzelet ereje: Az elem érzéke (2000)
- John Sallis, Szóközök az ész és a képzelet. Kant, Fichte, Hegel szövegeiben (1987)
- Richard Kearney, A képzelet nyoma. Minneapolis: University of Minnesota Press (1988); 1. Puhakötésű kiadás- (ISBN 0-8166-1714-7 )
- Richard Kearney, "A képzelőerő poétikája: a moderntől a posztmodernig". Fordham University Press (1998)